# Spatzenbach (Lein, Neubronn)
Der Spatzenbach ist ein Bach des Albuchvorlandes im baden-württembergischen Ostalbkreis. Er fließt je nach zugeordnetem Oberlaufstrang etwa 41⁄2 bis 5 km lang nach etwa Südosten und mündet zwischen dem Dorf Laubach und dem kleinen Ort Roßnagel der Gemeinde Abtsgmünd von links in die untere Lein.
Ein anderer, kleinerer Spatzenbach mündet noch vor dem Aichstruter Stausee nahe dem Weiler Gausmannsweiler von Welzheim von rechts in die oberste Lein.

## Name
Über die Namen des im folgenden Abschnitt → Verlauf beschriebenen Bachlaufs besteht in den Quellen längstenteils Uneinigkeit.
- Der erste südöstliche Teilabschnitt vom Zusammenfluss der beiden Oberläufe bis zum Zusammenfluss mit dem Sulzbach ist auf einer älteren topographischen Karte als Wüstenbach beschriftet, passend zum Namen des Gewanns Wüste am linken Talhang abwärts des Weilers Steinreute. Es überwiegt allerdings auf Karten die Bezeichnung Spatzenbach.
- Den Abschnitt vom Zusammenfluss mit dem Sulzbach bis zur Spatzenmühle und dem dortigen Zufluss des Rettenbachs nennen die Gewässerlayer der amtlichen Gewässerkarte Sulzbach, passend zum gleichnamigen, dort linksseits angrenzenden Wiesengewann. Beschriftung am Lauf gibt es auf diesem Abschnitt nur auf einer topographischen Karte, und zwar als Spatzenbach.
- In der ältesten konsultierten schriftlichen Quelle, der Beschreibung des Oberamts Aalen, wird der ganze im Folgenden beschriebene Talzug einheitlich als Spatzenbachthal angesprochen.[LUBW 1]

## Geographie

### Verlauf
Der Spatzenbach, anfangs von manchen auch Wüstenbach genannt, entsteht auf etwa 463 m ü. NHN ungefähr 1,2 km südöstlich des Marktplatzes des Abtsgmünder Dorfes Hohenstadt unter dem Talsporn Riedle ⊙. Dort fließen ein aus dem Westen nahender, etwa 0,8 km langer und auf etwa 494 m ü. NHN entstehender Bach, der auf der zweiten Hälfte seines Laufstücks durch die bewaldete Rote Klinge zieht, und der 0,6 km lange Riedlesbach aus dem Nordwesten zusammen.
Auf den ersten 1,6 km fließt der Bach in seinem Kerbtal zwischen meist Wald am rechten Hang und überwiegend Wiesen am linken südostwärts. Dabei passiert er den kleinen Abtsgmünder Weiler Steinreute am linken Oberhang, wonach auch am linken Unterhang Wald steht. Das Bachbett ist auf diesem gesamten Abschnitt bis etwa zwei Meter breit und schlängelt sich. Auf dem Grund liegen Sand und Steine, auf einem Abschnitt steht efeuüberhangener Fels am Ufer, den teils Schwarzerlen und Weiden säumen, während darüber am Hang meist Nadelbäume stehen. Der Durchfluss kann ganz oder fast aussetzen und der Lauf sich dann in eine dünne Folge von Gumpen auflösen.
Danach fließt aus dem Westnordwesten auf etwa 404 m ü. NHN der Sulzbach zu ⊙, dessen längste Oberlauffolge die des Spatzenbachs bis dorthin selbst deutlich übertrifft, auch ist das Einzugsgebiet des Sulzbachs merklich größer als das des Spatzenbachs bis dorthin.
Der Spatzenbach, ab dort teils auch Sulzbach genannt, läuft dann in der Sulzbach-Zuflussrichtung weiter. Der rechte Hang ist bis zur oberen Hangkante bewaldet, aber linksseits ist die Flur bis zum Mittelhang offen und von Wiesen bedeckt. Die Bachbettbreite des nun auch Mäander ausbildenden Baches schwankt stark und erreicht bis zu vier Metern. Auf den ersten etwa 200 Metern dieses Bachabschnittes grenzt die Gemeinde Schechingen ans rechte Ufer, danach tritt er wieder ins Abtsgmünder Gemeindegebiet ein und löst sich bald vom Waldhangfuß.
Dann läuft auf etwa 393 m ü. NHN der 1,2 km lange Rettenbach den linken Hang herab ⊙ und mündet neben der Bachbrücke der Erschließungsstraße für die Spatzenmühle, die dort am rechten Ufer steht. Links auf der Höhe steht das Dorf Neubronn größtenteils jenseits der Hangkante. Ab dort wird der Bach auf seinen letzten 1,3 km nurmehr Spatzenbach genannt. Er ist nun bis zu drei Metern eingetieft, stellenweise gibt es Uferabbrüche, beidseits folgt ihm eine Galerie aus vor allem Schwarzerlen und Eschen. Teilweise rückt er rechtsseits wieder an den Waldrand.
Schließlich unterquert der Bach am Rande des Flussaue der Lein die von Neubronn in Richtung Laubach laufende K 3263 und schlängelt sich dann noch etwa 0,3 km lang in seiner Galerie durch die Auenwiesen.
Dann fließt der Spatzenbach auf etwa 378 m ü. NHN von links in die untere Lein ein. Der Spatzenbach mündet nach mitsamt dem Oberlauf durch die Rote Klinge 4,5 km langem Laufstrang mit mittlerem Sohlgefälle von etwa 26 ‰ und 116 Höhenmeter ab dem Grabenbeginn des Bachs durch die Rote Klinge. Betrachtet man den mit 5,1 km längsten Strang im Bachsystem aus Börrainbach, dann Sulzbach und schließlich Spatzenbach, dann ist das absolute Gefälle 115 Höhenmeter und das relative 23 ‰.

### Einzugsgebiet
Der Spatzenbach hat ein 8,1 km² großes Einzugsgebiet im Liasplatten über Rems und Lein genannten Teil des Unternaturraums Albuchvorland des Östlichen Albvorlandes. Der mit 517,6 m ü. NHN höchste Punkt liegt am Nordwesteck auf dem Galgenberg, wenig südlich von Obergröningen. Die nach Fläche dominierende Schwarzjura-Hochfläche steht, bis auf kleine Waldanteile im Bannholz und im Westerholz, überwiegend unterm Pflug, während es in den Tälern mehr Wald als Wiesen gibt.
Etwa 3 % der Fläche im Nordwesten mit gewässer- und siedlungsloser Flur gehören zur Gemeinde Obergröningen, ein gutes Drittel im Südsüdwesten, das bis ans rechte Ufer  des obersten, vor allem des Unterlaufs des Sulzbachs und sogar ein kurzes Stück weit an das des aufnehmenden Spatzenbachs reicht, liegt im Gemeindegebiet von Schechingen. Einziger Siedlungsplatz darin ist der Weiler Klotzhöfe auf der Hochebene rechtsseits des Sulzbachtals zwischen Börrainbach und Haldenbach. Die restlichen über 60 % der Fläche im Nordnordosten gehören zur Gemeindegemarkung von Abtsgmünd. Darin liegt neuere Bebauung des Dorfes Hohenstand diesseits der nördlichen Wasserscheide, der große Weiler Börrat linksseits über dem mittleren Sulzbach, der kleine Weiler Steinreute am linken Hang des oberen Spatzenbachtals, die Spatzenmühle rechtsseits am Unterlauf des Spatzenbachs sowie das Dorf Neubronn an der linken Hangkante darüber und vor allem auf der anschließenden Hochebene, der größte Siedlungsplatz im Einzugsgebiet.
Reihum grenzen die Einzugsgebiete folgender Nachbargewässer an:
- Im Norden entstehen jenseits der Wasserscheide zum dessen Tal die linken, fortlaufend höheren Zuflüsse Streitbach, Stockmühlbach und Fleckenbach des Kocher, die ihm unterhalb der Lein zulaufen;
- im Osten fließen der auch Leinroder Bach genannte  Kotholzbach und weniger weit unterhalb der Pfaffenbachmündung ein kurzer Hangbach zur Lein;
- im Süden konkurrieren der Blumenwaldbach und der Mühlbach genannte Oberlauf des Siechenbachs, zwei Leinzuflüsse oberhalb des Spatzenbachs;
- im Südwesten liegen die Quellgebiete des (Schechinger!) Haldenbachs, der in den Leinzufluss Federbach mündet, und des Federbachs selbst.

### Zuflüsse und Seen

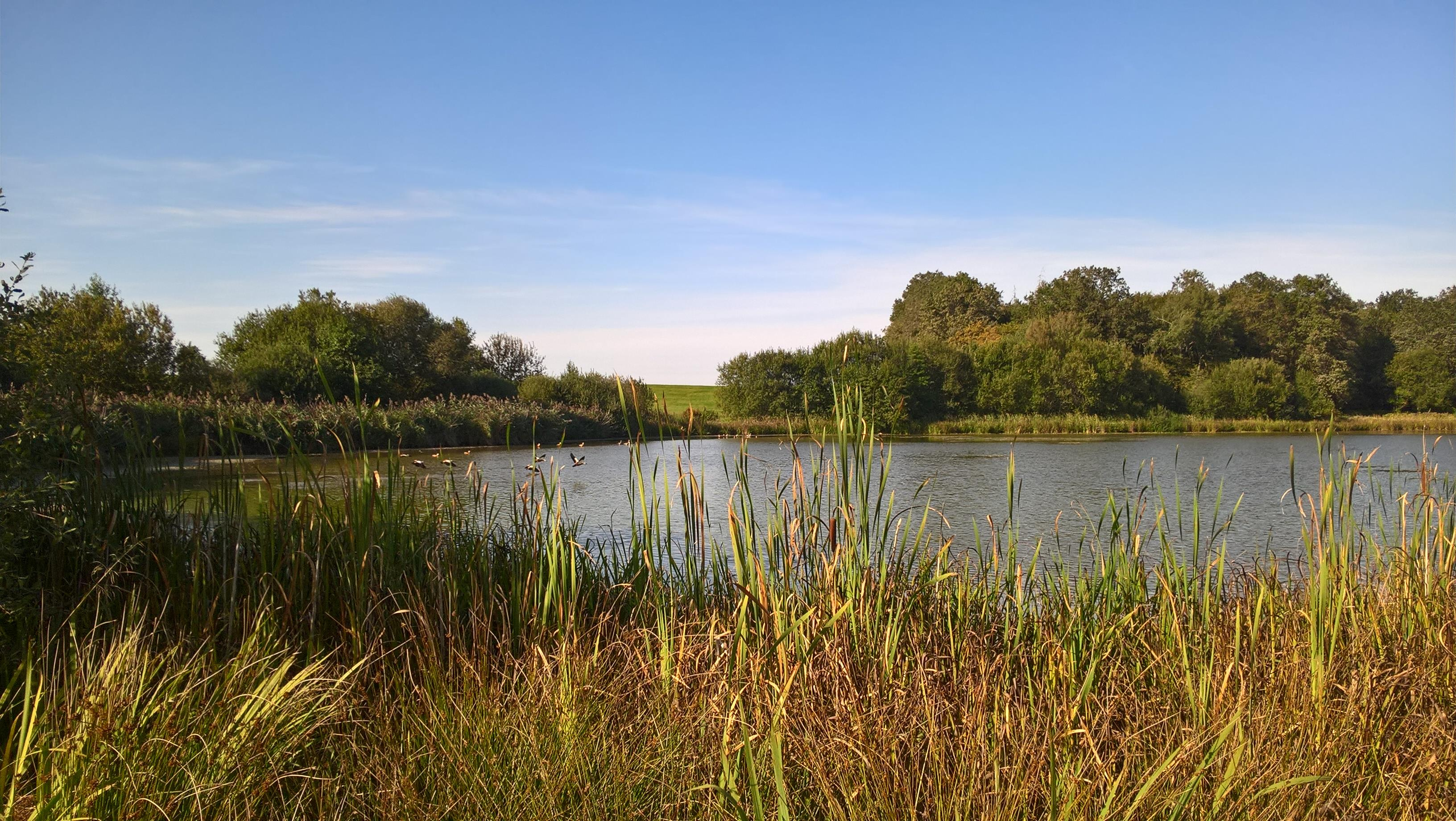
Blick über den Schechinger Weiher

Hierarchische Liste einer Auswahl der Zuflüsse und  Seen, jeweils von der Quelle zur Mündung. Gewässerlänge, Seefläche, Einzugsgebiet und Höhe nach den entsprechenden Layern auf der Onlinekarte der LUBW. Andere Quellen für die Angaben sind vermerkt.
Zusammenfluss des Spatzenbachs auf etwa 463 m ü. NHN am Beginn des Talwaldes unterm Sporn Riedle etwa 1,2 km südöstlich des Marktplatzes von Abtsgmünd-Hohenstadt aus seinen beiden Oberläufen.
- Riedlesbach, linker Oberlauf aus dem Nordwesten, 0,6 km und ca. 0,4 km². Entsteht auf etwa 493 m ü. NHN dicht am Südosteck der Ortsgrenze von Hohenstadt.
- (Bach aus der Roten Klinge), rechter Oberlauf aus dem Westen, 0,8 km[LUBW 3] und ca. 0,4 km². Entsteht auf etwa 494 m ü. NHN etwa 0,4 km südlich der Ortsgrenze von Hohenstadt an einem von dort herführenden Feldweg.
- Sulzbach, von rechts und auf 403,6 m ü. NHN[LUBW 7] etwa 0,7 km westnordwestlich von Abtsgmünd-Spatzenmühle, 2,6 km und ca. 3,7 km². Entsteht auf etwa 493 m ü. NHN ca. 1,9 km nordnordöstlich der Ortsmitte von Schechingen an der K 3261 nach Hohenstadt.
Der Spatzenbach ist einschließlich seines längeren Zuflusses aus der Roten Klinge am Zufluss des Sulzbachs erst 2,4 km[LUBW 3] lang und hat bis dort erst ein Einzugsgebiet von ca. 2,1 km² angesammelt.
Schlüge man, wie die amtliche Gewässerkarte, den Abschnitt des Spatzenbachs vom Zusammenfluss mit dem Sulzbach bis zum Zufluss des Rettenbachs dem Sulzbach zu, wodurch also der Spatzenbach in zwei nicht zusammenhängende Teilabschnitte zerfiele, so wäre der Sulzbach genannte Gewässerabschnitt sogar 3,8 km lang.
  - Börrainbach, von rechts und Westen auf etwa 460 m ü. NHN ca. 0,2 km südwestlich von Abtsgmünd-Börrat, 1,3 km und ca. 1,0 km². Entsteht auf etwa 491 m ü. NHN ca. 1,5 km nordnordöstlich der Ortsmitte von Schechingen an der K 3261 nach Hohenstadt.
Der Sulzbach ist am Zufluss des Börrainbachs erst 0,9 km[LUBW 4] lang und hat bis dort erst ein Einzugsgebiet von ca. 0,5 km² angesammelt.
    - Blick über den Schechinger Weiher Im Teileinzugsgebiet des Börrainbachs liegt der Schechinger Weiher auf 500 m ü. NHN[LUBW 10] etwa 0,7 km westlich des Börrainbach-Ursprungs, 2,9 ha.

  -  Am linken Hang des Sulzbachtales liegen vor dem folgenden Zufluss auf etwa 465 m ü. NHN zwei Waldteiche, 17 Ar und 8 Ar.
  - Haldenbach, von rechts und Westsüdwesten auf etwa 429 m ü. NHN etwa 0,6 km südwestlich von Börrat, ca. 0,4 km[LUBW 11] und ca. 0,7 km². Entsteht am Zusammenfluss seiner Oberläufe auf etwa 463 m ü. NHN am Rand des Bannholzes, etwa 0,5 km südöstlich von Schechingen-Klotzhöfe.
    - (Bach vom Klotzhöfer Sand) , linker Oberlauf von Westnordwesten, ca. 0,5 km[LUBW 11] und ca. 0,3 km². Entsteht auf etwa 484 m ü. NHN an dessen Erschließungsstraße wenig südlich von Klotzhöfe.
    - Haldenholzbach, rechts Oberlauf von Südwesten, ca. 0,4 km[LUBW 11] und ca. 0,3 km². Entsteht auf etwa 493 m ü. NHN zwischen Bannholz und dem Feldgewann Alenstrut ca. 0,5 km ostnordöstlich des Wasserturms bei Schechingen.

  - Bannholzbach, von rechts und Südsüdwesten auf etwa 428 m ü. NHN weniger als hundert Meter nach dem Haldenbach, 0,6 km und ca. 0,5 km². Entsteht auf etwa 480 m ü. NHN im östlichen Bannholz.
  - Eiterbach, von links und Südwesten auf etwa 411 m ü. NHN, 0,5 km und unter 0,3 km². Entsteht auf etwa 477 m ü. NHN am Beginn seiner Waldklinge.
- Rettenbach, von links und Nordnordwesten auf etwa 393 m ü. NHN gegenüber der Spatzenmühle, 1,2 km und ca. 0,8 km². Entsteht als Weggraben neben einer Feldweggabel auf etwa 486 m ü. NHN zwischen Abtsgmünd-Steinreute und -Neubronn.
  - (Bach aus den Taläckern), von links und Nordosten auf etwa 445 m ü. NHN am Gewann Schloßgarten, ca. 0,6 km[LUBW 11] und ca. 0,2 km². Entsteht auf etwa 491 m ü. NHN am Nordrand von Neubronn. Unbeständig.
    -  Durchfließt auf etwa 463 m ü. NHN einen Teich am Waldhang des Rettenbachtales wenig westlich der Bebauungsgrenze von Neubronn, etwa 2 Ar.

  - (Spatzenhaldebachs-Abzweig), von links und Nordwesten auf etwa 400 m ü. NHN kurz vor der Mündung des Rettenbachs, 0,4 km und deutlich unter 0,1 km².
- Spatzenhaldebach, von links und Nordosten auf etwa 491 m ü. NHN nach der Spatzenmühle, 0,9 km und ca. 0,2 km². Entsteht auf etwa 475 m ü. NHN an einem winzigen Teich am Ostrand von Neubronn zwischen Kapellenstraße und Rösselgasse und fließt die ersten über 300 Meter im Ortsbereich verdolt bis nach der an der Talkante des Spatzenbachs stehenden Kirche.
  - →(Abgang des Spatzenhaldebachs-Abzweigs), nach rechts auf etwa 465 m ü. NHN am Hang unterhalb von Kirche und Schloss Neubronn.

Mündung des Spatzenbachs auf ca. 378 m ü. NHN von links und zuletzt Westnordwesten zwischen Abtsgmünd-Laubach und Abtsgmünd-Roßnagel in die untere Lein. Der Spatzenbach ist ab dem Ursprung seines längeren rechten Oberlaufs aus der Roten Klinge 4,5 km lang, ab dem Zusammenfluss seiner beiden Oberläufe bei Hohenstadt 3,7 km und auf dem letzten Abschnitt vom Zulauf des Rettenbachs gegenüber der Spatzenmühle bis zur Mündung 1,3 km. Er hat ein 8,1 km² großes Einzugsgebiet. Der längste Strang im Bachsystem verläuft von dessen Quelle über den Börrainbach, den Sulzbach und zuletzt den Spatzenbach zur Mündung und erreicht eine Länge von 5,1 km.

## Geologie
Im Einzugsgebiet liegen die eingetieften Talpartien im Mittelkeuper, der nach Fläche größere Hochebenenanteil beidseits von Pfaffenbach- und Sulzbachtal dagegen im Schwarzjura. Dessen höchste auftretende Schicht ist der Amaltheenton, der fast nur an der südlichen Wasserscheide auftritt. Häufiger ist der diesen säumende Numismalismergel, der auch streifenweise entlang der nördlichen liegt. Dominant ist auf der Hochebene jedoch der in Ablagerungsfolge noch tiefere Obtususton, der gegen die Talkanten zu in Arietenkalk übergeht, an denen dann schmale Bänder von Angulatensandstein und zuletzt Psilonotenton ausstreichen, der tiefsten Schwarzjuraschicht.
An den oberen Hängen des Unterlauftals und der zwei großen Oberlauftalzweige liegt recht breit ein Band aus Knollenmergel (Trossingen-Formation), unter dem am Hang und im Talgrund dann der Stubensandstein (Löwenstein-Formation) folgt, in dessen Schichthöhe der Pfaffenbach auch mündet. An zwei Stellen liegen am Hang große, abgerutschte Schollen meist über dem Knollenmergel.
Die obersten Abschnitte der Bäche auf der Hochebene laufen überwiegend in viel jüngeren holozänen Schwemmlandbändern; dasjenige des Börrainbachs erstreckt sich bergwärts über den heutigen Ursprung weiter bis fast an den Schechinger Weiher. Um diesen liegt eine große Insel von Lösssediment aus dem Quartär. Rechtsseits über der Hangkante des Börrainbachs und des folgenden Sulzbachs bis fast zum Zufluss des Haldenbachs erstreckt sich eine Zone mit lösshaltigen Fließerden. Auf dem rechten Talmündungssporn des Spatzenbachs zur Lein ragt ein Zwickel aus Goldshöfer Sanden ins Einzugsgebiet.
Im unteren Sulzbachtal beginnt kurz vor dem Zulauf des Eiterbachs ein Auenlehmband, das sich talabwärts weiter entlang dem unteren Spatzenbach bis an den Rand des breit von ebenfalls Auenlehm erfüllten Leintalgrundes erstreckt.

## Natur und Schutzgebiete
Ein 12,6 ha großes Naturschutzgebiet selben Namens liegt um den Schechinger Weiher. Randbereiche im Osten des Einzugsgebiets, insbesondere um die Mündung, gehören zu einem Wasserschutzgebiet, dessen Wasserfassungen in der Leintalaue liegen. Die Talmulden des Spatzenbachs und seiner Zuflüsse gehören zum Landschaftsschutzgebiet Unteres Leintal mit Nebentälern. Die Obergröninger und Abtsgmünder Gebietsanteile gehören zum Naturpark Schwäbisch-Fränkischer Wald.

## Tourismus
Der mit blauer Jakobsmuschel markierte Fränkisch-Schwäbische Jakobsweg tritt auf seinem Abschnitt zwischen Abtsgmünd-Wöllstein im Kochertal und Heuchlingen im Leintal bei Hohenstadt ins Einzugsgebiet ein, er durchzieht es südwärts und quert dabei einige noch wenig eingetiefte Oberläufe. Dieser überregionale Wanderweg ist im Einzugsgebiet gebündet mit einem mit rotem Punkt markierten Wanderweg des Schwäbischen Albvereins.

### LUBW
Amtliche Online-Gewässerkarte mit passendem Ausschnitt und den hier benutzten Layern: Lauf und Einzugsgebiet des Sulz- und Spatzenbachs

Allgemeiner Einstieg ohne Voreinstellungen und Layer: Daten- und Kartendienst der Landesanstalt für Umwelt Baden-Württemberg (LUBW) (Hinweise)
1. 1 2  Quellen zu den Namen der Bachabschnitte:
  - Hintergrundlayer Digitale Topographische Karte für Beschriftungen am Lauf
  - Layer Liegenschaften und Gewässer für die Gewannnamen
  - Layer Gewässername für die Abschnittsnamen
  - Meßtischblatt 7125 Mögglingen von 1934 in der Deutschen Fotothek
  - Karte von Lauf und Einzugsgebiet des Sulz- und Spatzenbachs auf: Geoportal Baden-Württemberg (Hinweise)
  - Hohenstadt. In: Hermann Bauer (Hrsg.): Beschreibung des Oberamts Aalen (= Die Württembergischen Oberamtsbeschreibungen 1824–1886. Band 33). J. B. Müller, Stuttgart 1854, S. 260–267, hier S. 267 (Volltext [Wikisource]).: „Steinreute, 3/4 Stunden südwestlich von Hohenstadt, am Abhange des in der Nähe beginnenden Spatzenbachthales; eine neuere Ansiedlung.“
  - Neubronn. In: Hermann Bauer (Hrsg.): Beschreibung des Oberamts Aalen (= Die Württembergischen Oberamtsbeschreibungen 1824–1886. Band 33). J. B. Müller, Stuttgart 1854, S. 286–w91, hier S. 286 (Volltext [Wikisource]).: „Da wo die Höhe zwischen Kocher und Lein am Vereinigungspunkt der beiden Flüsse sich zuspitzt, liegt dieser Bezirk, hauptsächlich die Hochfläche und den Abhang in’s Leinthal umfassend nebst dem Haupttheile des Spatzenbachthals und eine Strecke an der Lein selber.“
2. 1 2 3  Höhe nach dem Höhenlinienbild auf dem Hintergrundlayer Topographische Karte.
3. 1 2 3 4  Länge nach dem Layer Gewässernetz (AWGN), ergänzt um ein kleines, auf der Gewässerkarte nicht berücksichtigtes Anfangsstück, das auf dem Hintergrundlayer Topographische Karte abgemessen wurde.
4. 1 2 3  Länge nach dem Layer Gewässernetz (AWGN).
5. 1 2  Einzugsgebiet nach dem Layer Basiseinzugsgebiet (AWGN).
6. ↑  Natur teilweise nach dem Layer Geschützte Biotope.
7. 1 2  Höhe nach grauer Beschriftung auf dem Hintergrundlayer Topographische Karte.
8. ↑  Seefläche nach dem Layer Stehende Gewässer.
9. ↑  Einzugsgebiet abgemessen auf dem Hintergrundlayer Topographische Karte.
10. ↑  Höhe nach blauer Beschriftung auf dem Hintergrundlayer Topographische Karte.
11. 1 2 3 4  Länge abgemessen auf dem Hintergrundlayer Topographische Karte.
12. ↑  Schutzgebiete nach den einschlägigen Layern.

### Andere Belege
1. ↑  Modellierte Werte nach Abfluss-BW Gewässerknoten MQ/MNQ
2. ↑  Hansjörg Dongus: Geographische Landesaufnahme: Die naturräumlichen Einheiten auf Blatt 171 Göppingen. Bundesanstalt für Landeskunde, Bad Godesberg 1961. → Online-Karte (PDF; 4,3 MB)
3. ↑  Geologie nach den Layern zu Geologische Karte 1:50.000 auf: Mapserver des Landesamtes für Geologie, Rohstoffe und Bergbau (LGRB) (Hinweise)